# Suck on This
Suck on This é um álbum ao vivo da banda Primus, lançado em 1989. No momento da gravação, o baixista/vocalista Les Claypool, o guitarrista Larry LaLonde e o baterista Tim Alexander tocavam juntos por "cerca de dois meses". Este, junto com o disco ao vivo do Jane's Addiction auto-intitulado, são considerados responsáveis por popularizar o então underground metal alternativo, que, por sua vez, gerou o nu metal e inspirou o groove metal.

## Situação
O álbum foi gravado ao vivo no Berkeley Square, em Berkeley, Califórnia, no dia 25 de fevereiro e 5 de Março de 1989, em um TASCAM de um quarto de polegada 8-track Portastudio e mixado em Hi-Fi gratuito VHS. A banda emprestou $3.000 do pai de Claypool para cobrir a gravação e prensagem de mil cópias do álbum para a sua primeira tiragem limitada. Eles lançaram o registro, em novembro de 1989, através de sua própria gravadora independente, sob o nome Prawn Song Records, antes de ir para Caroline Records em 1990, e, mais tarde, para a Interscope Records. Em 23 de abril de 2002, Prawn Song relançou o álbum remasterizado, juntamente com o acompanhamento álbum de estúdio Frizzle Fritar.
Todas as músicas viriam a ser lançadas como gravações de estúdio: "Tommy the Cat" no Sailing the Seas of Cheese em 1991, "Pressman" no Pork Soda em 1993, "Jellikit" no Airheads trilha sonora em 1994 como "Bastardizing Jellikit", e "Heckler" na Antipop em 1999 como uma faixa escondida. Todas as outras faixas foram incluídas no álbum de estréia Frizzle Frite em 1990.
Os créditos originais dizem "abraços e beijos" para um número de bandas e empresas locais, incluindo o Faith no More e Buck Naked and the Bare Bottom Boys, seguido por "especial abraço e beijo" para um número de pessoas, incluindo os membros iniciais do Primus, Todd Huth, Jay Lane, Vince Parker e Tim Wright, e "Pops" (pai de Claypool).  Na reedição de 2002, estas seções foram omitidas em favor de um parágrafo escrito por Claypool detalhando a história do registro, deixando apenas "agradecimentos especiais" para o pai de Claypool.

## Recepção da crítica
A crítica feita pelo AllMusic, por Ned Raggett, que descreve o álbum como "não apenas demonstrando o talento inegável de Primus ao vivo, arte/prog rock/funk", com " Uma mistura de Funkadelic com Rush ritmos explosivos e mudanãs de tempo beneficiando de uma forma bastante nítida a gravação." Ele observa que a voz de Claypool "é, por vezes, fica um pouco escondida na mixagem", mas "qualquer um que gosta das vozes de pateta de Zappa/Beefheart ficará perfeitamente satisfeito com a de Claypool".

## Lista de faixas
1-John The Fisherman
2-Groundhog's Day
3-The Hecker
4-Pressman
5-Jellikit
6-Tommy the Cat
7-Pudding Time
8-Harold of the Rocks

## Pessoal
Primus
- Les Claypool – baixo-guitarra, vocais
- Larry "Ler" LaLonde – guitarras
- Tim "Erva" Alexander – bateria

Produção
- Bob Pau – produtor
- Howard Johnston – edição
- Tim "Soja" – palco
- A Leroy – fase
- Lauren Miller – som
- Matt Winegar – produção, gravação

Arte Visual
- Paulo Haggard – jaqueta de design, fotos
- Lance "Link" Montoya – escultura